# 新英格蘭英語
- 不捲舌
- 完全Cot–caught合併，發作[ɒ~ɑ]
- 完全或部分的Horse–hoarse合併
- 沒有Father–bother合併，[ä~a]與[ɒ~ɑ]對立
- /ɑr/前置為[ä(ɹ)~a(ɹ)]

- 捲舌
- 完全Cot–caught合併，發作[ɑ]
- 完全Horse–hoarse合併
- 完全Father–bother合併，發作[ɑ~ä]
- /ɑr/前置為[äɹ~aɹ]

- 捲舌
- 完全或部分的Cot–caught合併，[ɑ~ä]與[ɒ]對立
- 完全Horse–hoarse合併
- 完全Father–bother合併，發作[ɑ~ä]
- /ɑr/保持為[ɑɹ]

- 不捲舌
- 沒有Cot–caught合併，[ɑ~ä]與[ɔə]對立
- 完全Horse–hoarse合併
- 完全Father–bother合併，發作[ɑ~ä]
- /ɑr/保持為[ɑ(ɹ)][1]

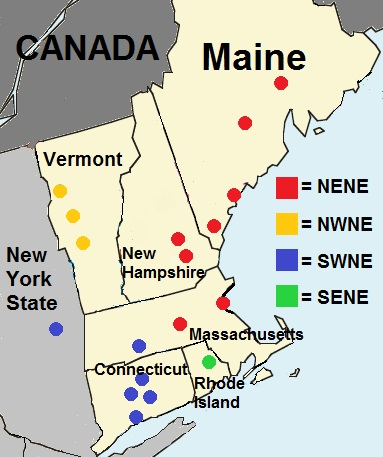
根據ANAE所繪製的新英格蘭英語地圖。
方言分野
東北新英格蘭英語（NENE）
- 不捲舌
- 完全Cot–caught合併，發作/[ɒ~ɑ]/
- 完全或部分的Horse–hoarse合併
- 沒有Father–bother合併，/[ä~a]/與/[ɒ~ɑ]/對立
- //ɑr//前置為/[ä(ɹ)~a(ɹ)]/
西北新英格蘭英語（NWNE）
- 捲舌
- 完全Cot–caught合併，發作/[ɑ]/
- 完全Horse–hoarse合併
- 完全Father–bother合併，發作/[ɑ~ä]/
- //ɑr//前置為/[äɹ~aɹ]/
西南新英格蘭英語（SWNE）
- 捲舌
- 完全或部分的Cot–caught合併，/[ɑ~ä]/與/[ɒ]/對立
- 完全Horse–hoarse合併
- 完全Father–bother合併，發作/[ɑ~ä]/
- //ɑr//保持為/[ɑɹ]/
東南新英格蘭英語（SENE）
- 不捲舌
- 沒有Cot–caught合併，/[ɑ~ä]/與/[ɔə]/對立
- 完全Horse–hoarse合併
- 完全Father–bother合併，發作/[ɑ~ä]/
- //ɑr//保持為/[ɑ(ɹ)]/

新英格蘭英語（New England English）包含多種用於新英格蘭地區的美國北部英語方言。新英格蘭東部與中部的主流口音一度是所謂的「洋基方言」（Yankee dialect），儘管在年輕人當中有消退的趨勢，這個方言仍有部分特徵保留至今，例如R不捲舌（R-dropping）等等。由此，新英格蘭英語大致可以分為不捲舌的東新英格蘭英語與捲舌的西新英格蘭英語，1939年的新英格蘭語言學地圖集與2006年的北美英語地圖集（ANAE）都援用此分類法。ANAE更進一步，以Cot–caught合併、/ɑr/前置（Park the car）等作為標準，將新英格蘭英語劃出南北分野，分為四種典型口音：
- 東北新英格蘭英語（NENE）：不捲舌，有Cot–caught合併與強烈的/ɑr/前置。以麻薩諸塞州波士頓為核心，擴展到新罕布夏州全境與緬因州海濱。
- 西北新英格蘭英語（NWNE）：捲舌，有Cot–caught合併與強烈的/ɑr/前置。以佛蒙特州為中心。
- 西南新英格蘭英語（SWNE）：捲舌，沒有Cot–caught合併抑或處於過渡狀態[9]，沒有/ɑr/前置。以康乃狄格州哈特福與麻州西部的春田為中心。
- 東南新英格蘭英語（SENE）：不捲舌，沒有Cot–caught合併，沒有/ɑr/前置。以羅德島州普洛威頓斯及納拉甘西特灣為中心。

## 音系

### 分別處
新英格蘭英語並非單一方言，而是新英格蘭地區多種地理相鄰的方言集合，它們與南部英語西部英語都有明顯的差異。例如，新英格蘭把 LOT 與 THOUGHT 發成同樣母音，但南部把 LOT 發成 PALM 的母音；又如東新英格蘭只在音節前的r發出r音，音節後不捲舌，但西新英格蘭與西部都會捲舌。傳統上，新英格蘭北部（以波士頓為核心，東南至鱈魚角，北至緬因中部）有cot–caught合併，將開後圓唇元音與半開後圓唇元音合併成同樣的音，以羅德島為核心的新英格蘭南部則會區分這兩個元音。基於捲舌與cot–caught合併，新英格蘭英語便產生四個分區，從使用者出身地來看，剛好可以將新英格蘭劃分為四象限。

### 共通處
所有新英格蘭英語都有加拿大抬升的現象，雙元音/aɪ/在無聲輔音前會拉高，因此「writer」會拉高，但「rider」不會。東新英格蘭的/aʊ/也有類似現象，會在無聲輔音前拉高。
新英格蘭方言的另一特色是，非重音的/tɪŋ/（例如「sitting」/ˈsɪtɪŋ/）與/tən/（例如「Britain」/ˈbrɪtən/）會發成聲門塞音（Glottal stop）[ʔn̩]。雖然T聲門化──特別是/tən/的聲門化──遍及全美（典型的美國發音，把「Mountain」念成 [ˈmaʊnʔn̩]ⓘ），但新英格蘭新罕布夏、佛蒙特、康乃迪格與麻薩諸塞的居民在中央元音前聲門化的傾向特別發達。不過，在猶他、加州與紐澤西的年輕人中間也開始流行這種發音了。
在新英格蘭，英語「短A」或「TRAP 元音」抬升舌頭的程度有所不同。總體而言，新英格蘭人表現出明確的「鼻短A」（Nasal short-a），在鼻輔音/m/和/n/之前絕對會強勢抬升，（例如「pan」發成「paean」的音）。 除了羅德島之外，其他新英格蘭地區的「短A」也可能在其他場合提高，類似於五大湖英語。
此外，新英格蘭英語中有些特定單字發音與外地不同：
- 「Aunt」/ɑːnt/
- 「Route」/ruːt/
- 「Syrup」/ˈsiːrəp/

## 詞彙
以下用語發源自新英格蘭，或者只在新英格蘭普遍使用：
Brook
溪流，其他地方通常說「stream」。
Cellar
地下室，其他地方通常說「basement」。為東北新英格蘭用法，從波士頓擴散到麻州全境。
Grinder
潛艇三明治，在緬因英語稱之為「Italian sandwich」。
Hamburg
可以兼指漢堡或漢堡排，是較舊的用法。
Package store；packie
烈酒專賣店，這個用法主要分布在波士頓及新英格蘭南部，其他地方則說「liquor store」。
Rotary
圓環，其他地方說「roundabout」或「traffic circle」。
Sneakers
運動鞋，為東北新英格蘭用法，從波士頓擴散到麻州全境甚至全球。
Soda
任何甜味的碳酸飲料。
Tag sale
車庫拍賣，這個用法主要分布在西南新英格蘭，其他地方稱為「garage sale」或「yard sale」。
Tractor trailer
聯結車，其他地方通常說「semi-trailer truck」。為東北新英格蘭用法，從波士頓擴散到麻州全境。
Wicked
表達程度強烈，用於形容詞或副詞之前，這個用法以波士頓為中心往外擴散。

## 東新英格蘭英語
包含波士頓英語、緬因英語與羅德島英語。最大特色為只在元音前捲舌，否則一概不捲舌。因此，在「car」、「card」、「fear」、「chowder」等詞彙裡的R一律不捲舌（聆聽ⓘ），「Park the car in Harvard Yard」要讀做[pʰak ðə ˈkʰaɹ‿ɪn ˈhavəd ˈjad]。這可說是當地居民的示播列，從波士頓北到緬因、西到伍斯特都有這樣的不捲舌發音，與北美洲其他口音大相逕庭。
在羅德島之外，Cot–caught合併已經發生，兩者都發成[kʰɒt]ⓘ 。加拿大抬升除了發生在/aɪ/，/aʊ/與/u/也開始有類似現象。Horse - hoarse與Mary–marry–merry在這邊則都可以完全區分。

## 西新英格蘭英語
包含佛蒙特、麻州西部與康乃狄格的口音。擁有完整的「R」捲舌音，與多數北美英語相同。/aʊ/與/u/發音略微向前，Mary–marry–merry合併和horse–hoarse合併已經完全完成。Cot–caught合併的過程在西新英格蘭一覽無遺：北邊的佛蒙特已經完全合併，南邊的康乃狄格會完全區分，中間則處於過渡狀態。西新英格蘭英語對大湖區英語造成不少影響，兩者很有相關，部分的西新英格蘭甚至參與了1900年代的北方大城市元音移位（雖然其中的歷史還不明朗），但相較於受西部影響的大湖區口音，西新英格蘭英語的音系更加保守。

## 延伸閱讀
- Stanford, James. 2019. New England English: Large-scale acoustic sociophonetics and dialectology. Oxford University Press. 367 pages.
- Labov, William; Ash, Sharon; and Boberg, Charles. . Berlin: Mouton-de Gruyter. 2006. ISBN 978-3-11-016746-7.
- Boberg, Charles. . American Speech. 2001, 76 (1): 3–29. S2CID 143486914. doi:10.1215/00031283-76-1-3.

## 外部連結
- Szelog, Mike. . The Heart of New England.   [2022-09-11]. （原始内容存档于2022-09-14）.
- . 9 November 2012  [2022-09-11]. （原始内容存档于2022-05-16）. Age: 34, Providence, Rhode Island male Caucasian